# Marathon van Frankfurt 2017
De marathon van Frankfurt 2017 werd gelopen op zondag 29 oktober 2017. Het was de 36e editie van deze marathon. 
Bij de mannen won Shure Kitata Tola deze marathon voor de eerste keer. De 21-jarige Ethiopiër bleef in 2:05.50 zijn landgenoten Kelkile Woldaregay (2:06.56) en Getu Feleke (2:07.46) voor. Bij de vrouwen ging de zege naar de Keniaanse Vivian Cheruiyot. De regerend olympische kampioene op de 5000 m was in 2:23.35 sneller dan de Ethiopische Yebergual Melesse (2:24.30).

## Uitslagen

### Mannen
| rang   | naam               | land | tijd    |
| ------ | ------------------ | ---- | ------- |
| Goud   | Shure Kitata Tola  | ETH  | 2:05.50 |
| Zilver | Kelkile Woldaregay | ETH  | 2:06.56 |
| Brons  | Getu Feleke        | ETH  | 2:07.46 |
| 4      | Martin Kiprugut    | KEN  | 2:09.39 |
| 5      | Dewi Griffiths     | WAL  | 2:09.49 |
| 6      | Arne Gabius        | GER  | 2:09.59 |
| 7      | Henryk Szost       | POL  | 2:10.09 |
| 8      | Scott Smith        | USA  | 2:12.21 |
| 9      | Scott Fauble       | USA  | 2:12.35 |
| 10     | Mark Korir         | KEN  | 2:12.37 |
| 11     | Vincent Kiprop     | KEN  | 2:13.31 |
| 12     | Matthew Llano      | USA  | 2:13.42 |
| 13     | Willy Kiplangat    | KEN  | 2:14.49 |
| 14     | Yared Shegumo      | POL  | 2:15.24 |
| 15     | Jonas Koller       | GER  | 2:16.03 |

### Vrouwen
| rang   | naam                  | land | tijd    |
| ------ | --------------------- | ---- | ------- |
| Goud   | Vivian Cheruiyot      | KEN  | 2:23.35 |
| Zilver | Yebergual Melesse     | ETH  | 2:24.30 |
| Brons  | Meskerem Assefa       | ETH  | 2:24.38 |
| 4      | Abebech Afework       | ETH  | 2:26.45 |
| 5      | Sara Hall             | USA  | 2:27.21 |
| 6      | Merima Mohammed       | BRN  | 2:27.49 |
| 7      | Sylvia Mmboga         | KEN  | 2:29.09 |
| 8      | Katharina Heinig      | GER  | 2:29.29 |
| 9      | Gelete Fate Tola      | GER  | 2:30.12 |
| 10     | Anna-Carmela Incerti  | ITA  | 2:32.11 |
| 11     | Anna-Sofie Baumeister | DEN  | 2:33.02 |
| 12     | Laura Hottenrott      | GER  | 2:34.43 |
| 14     | Franziska Reng        | GER  | 2:34.57 |

1981 ·
1982 ·
1983 ·
1984 ·
1985 ·
1986 ·
1987 ·
1988 ·
1989 ·
1990 ·
1991 ·
1992 ·
1993 ·
1994 ·
1995 ·
1996 ·
1997 ·
1998 ·
1999 ·
2000 ·
2001 ·
2002 ·
2003 ·
2004 ·
2005 ·
2006 ·
2007 ·
2008 ·
2009 ·
2010 ·
2011 · 
2012 · 
2013 · 
2014 · 
2015 · 
2016 · 
2017